# Williamston (Észak-Karolina)
Williamston település az Amerikai Egyesült Államok Észak-Karolina államában, Martin megyében, melynek megyeszékhelye is. Lakosainak száma 5248 fő (2020. április 1.).

## Népesség
A település népességének változása:

| 2010 | 5 511 |
| 2020 | 5 248 |